# Balle assise
 (avril 2024).
Si vous disposez d'ouvrages ou d'articles de référence ou si vous connaissez des sites web de qualité traitant du thème abordé ici, merci de compléter l'article en donnant les références utiles à sa vérifiabilité et en les liant à la section « Notes et références ».
La balle assise est un jeu aux règles très simples entraînant des situations très complexes. Il est souvent joué avec des enfants, notamment à l'école en Suisse. De nombreuses variantes existent. Elle se joue sans arbitre. Elle consiste à lancer une balle sur les autres joueurs. Lorsque l'un d'eux se fait toucher il s'assoit et doit toucher la balle pour pouvoir se relever.

## Les variantes

### Balle assise
Le jeu se déroule dans un terrain ouvert, ou en salle. Généralement, un ballon est employé, mais pour dynamiser le jeu, plusieurs balles ou ballons peuvent être employées.
Le joueur qui possède le ballon n'a pas le droit de bouger et ceci est valable tant qu'il tient le ballon en main.
Il va essayer de toucher quelqu'un avec le ballon. S'il y arrive, le joueur touché s'assoit par terre.
Si le ballon touche terre avant de toucher un joueur, celui-ci ne s'assoit pas. Le fait d'arrêter net le ballon permet de rester debout, c'est ce qui démarque ce jeu de la balle au camp. À partir du moment où le ballon touche terre, n'importe qui peut le récupérer et essayer de toucher quelqu'un d'autre.
La règle qui vient mettre du piment est que lorsqu'un joueur est assis par terre, s'il réussit à attraper la balle, il est délivré et revient dans le jeu. Un joueur debout ne peut pas passer délibérément la balle à un joueur assis. Un joueur assis peut lever les mains en l'air pour éviter que les autres joueurs soient touchés. De la même manière un joueur debout peut attirer le jeu vers ceux qui sont assis pour leur permettre de se délivrer et de relancer le jeu.
La Balle assise est un sport en Amérique. Il y a aussi des championnats.

### À l'américaine
Il s'agit globalement des mêmes règles, sauf qu'il y a deux équipes sur deux terrains de même surface qui se touchent. Pour pouvoir jouer après s'être fait toucher, il faut que celui qui nous a touchés soit lui-même touché. Lorsqu'un joueur est très habile, il arrive qu'il soit le seul sur le terrain du fait qu'il a éliminé tous les joueurs. Lorsque la balle est rattrapée, c'est-à-dire qu'elle nous touche mais qu'elle ne retombe pas par terre, le joueur n'est pas touché. Dans le cas où il y a deux balles, si on se fait toucher, mais que la balle projetée touche la balle que nous possédons entre les mains, nous ne sommes pas touchés.

### À deux camps entourés
Il s'agit globalement des mêmes règles que la balle américaine, mais comme son nom l'indique, les deux terrains sont entourés. Lorsqu'on est touché, on doit franchir le terrain adverse, et aller dans ses bords afin d'essayer de toucher un de ses adversaires pour se libérer. Personne n'est donc inactif. La difficulté s'accroît plus on progresse vers la victoire du fait que beaucoup d'ennemis sont au bord du terrain en essayant de nous toucher.
Cette version est très proche de la Balle aux prisonniers.

## Balle aux prisonniers

### Balle chinoise
Se joue généralement sans équipe avec un ou plusieurs ballons. Lorsqu'on se fait toucher, il faut se dévêtir d'un habit. La partie est donc tout aussi motivante.

### Brûlée
Il y a quelques ressemblances avec le baseball. Le but n'est plus d'éliminer un adversaire par l'intermédiaire d'un lancer de ballon sur celui-ci. Elle se joue en intérieur comme en extérieur, sur un terrain dont la forme ne joue pas d'importance. Un trajet doit être réalisé entre des « stations » déterminées pendant que l'équipe adverse tente d'emmener la balle lancée au brûleur. C'est une personne clef qui est la seule à pouvoir « brûler » les joueurs de l'équipe opposée pendant leurs parcours. Cela consiste à faire revenir l'adversaire à la case de départ. Les joueurs ont la possibilité d'échapper au brûleur pourvu qu'il se soit arrêté à une « station ». On limite généralement l'affluence des stations pour rendre le jeu plus attrayant. Il n'est pas interdit de faire le tour de toutes les « stations » en une seule fois, ce qui est plus dangereux, mais qui rapporte plus de points à l'équipe. Une fois un laps de temps passé, toutes les personnes de l'équipe courante sont brûlées, et les équipes inversent les rôles. L'équipe qui ramassait les balles et brûlait prend la place de l'équipe qui courait, et vice-versa.
Une fois les deux équipes passées, l'équipe ayant le plus de points gagne.